# Rocío Comba
Rocío Comba (Bárbara Rocío Comba; * 14. Juli 1987 in Córdoba) ist eine argentinische Diskuswerferin. Als Juniorin startete sie auch im Kugelstoßen und belegte bei den Juniorenweltmeisterschaften 2006 in Peking den achten Platz.
Ihr größter internationaler Erfolg bislang ist der Titelgewinn bei den Iberoamerikanischen Meisterschaften 2008. Bei den Olympischen Spielen 2008 und bei den Leichtathletik-Weltmeisterschaften 2009 in Berlin schied sie jeweils in der Qualifikation aus. Bei den Leichtathletik-Weltmeisterschaften 2013 belegte sie mit 59,83 m den 12. Rang.

## Persönliche Bestleistungen
- Kugelstoßen: 16,59 m, 22. Juli 2006, São Caetano do Sul
- Diskuswurf: 62,77 m, 12. Mai 2013, Belém